# Polom (ort i Tjeckien, lat 50,06, long 16,31)
Polom är en ort i Tjeckien. Den ligger i den östra delen av landet, 130 km öster om huvudstaden Prag. Polom ligger 495 meter över havet och antalet invånare är 120.
Terrängen runt Polom är platt söderut, men norrut är den kuperad. Polom ligger uppe på en höjd. Runt Polom är det ganska tätbefolkat, med 72 invånare per kvadratkilometer. Närmaste större samhälle är Česká Třebová, 19,8 km sydost om Polom. Omgivningarna runt Polom är en mosaik av jordbruksmark och naturlig växtlighet.